# Ciudad del Este
Ciudad del Este – miasto w Paragwaju, położone we wschodniej części kraju na prawym brzegu rzeki Parany, tuż przy granicy z Brazylią i Argentyną (miejsce to znane jest jako Triple Frontera lub Tríplice Fronteira, czyli "zbieg trzech granic").
Ośrodek administracyjny departamentu Górna Parana. Ciudad del Este stanowi drugie co do liczby ludności miasto kraju, liczy 400 tys. mieszkańców (2013). Wraz z sąsiednimi mniejszymi miastami (m.in. Hernandaríaz, Minga Guazú) tworzy zespół miejski liczący około 375 tys. mieszkańców.
Miasto zostało założone w 1957. Początkowo nosiło nazwę Puerto Flor de Lis, zmienioną później na Puerto Presidente Stroessner (na cześć prezydenta Paragwaju Alfredo Stroessnera). Od 1989 nosi obecną nazwę Ciudad del Este, która oznacza "miasto wschodu".
Miasto rozwinęło się dzięki zlokalizowanej tutaj strefie wolnocłowej, która generuje około 60% PKB Paragwaju. Stąd też miasto nazywane jest często "największym sklepem Ameryki Południowej". Swój rozwój zawdzięcza głównie wymianie gospodarczej z sąsiednią Brazylią, także w postaci nielegalnego przemytu. Pomogła w tym budowa w latach 1960-1965 Mostu Przyjaźni Puente de la Amistad, który połączył oba brzegi Parany: paragwajskie miasto Ciudad del Este i brazylijskie Foz do Iguaçu. Duże zyski dla Paragwaju przynosi również sprzedaż energii elektrycznej produkowanej na zaporze Itaipu (Paragwaj sprzedaje 95% swoich udziałów w produkcji). Z drugiej strony każdy brazylijski kryzys gospodarczy odbija się negatywnie na kondycji gospodarczej miasta i całego kraju. W mieście rozwinął się przemysł drzewny oraz spożywczy. Ciudad del Este to również ważny port rzeczny Paragwaju. Znajduje się tu również drugi po stołecznym międzynarodowy port lotniczy.
W mieście mieszka dość duża mniejszość azjatycka, głównie Tajwańczycy, Arabowie i Irańczycy. Budowa ratusza miejskiego była sponsporowana przez rząd Tajwanu w zamian za poparcie Paragwaju dla tajwańskiego członkostwa w ONZ. Dlatego też na budynku powiewa flaga Tajwanu.
Miasto zamieszkuje kilkutysięczna społeczność muzułmańska, stanowiąca większość muzułmanów w Paragwaju. Głównym meczetem jest otwarty w 2015 roku Mezquita del Este